# Provincia Muş
Provincia Muş este o provincie a Turciei cu o suprafață de 8,196 km², localizată în estul Turciei.